# Devario
Devario è un genere di pesci d'acqua dolce appartenente alla famiglia Cyprinidae.

## Distribuzione ed habitat
Sono tutte specie che vivono in Asia meridionale.

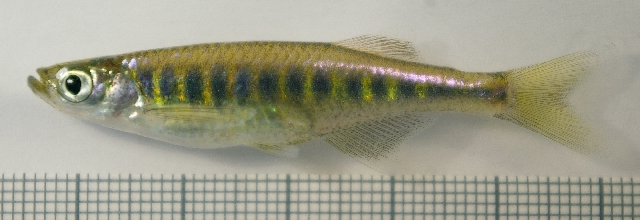
Devario auropurpureus

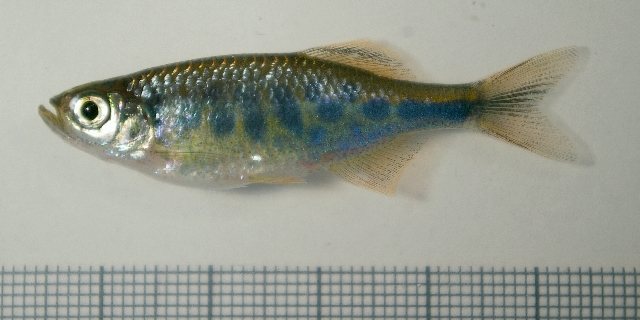
Devario pathirana

## Specie
Attualmente (2014) il genere comprende 39 specie:
- Devario acrostomus
- Devario acuticephala
- Devario aequipinnatus
- Devario affinis
- Devario annandalei
- Devario anomalus
- Devario apogon
- Devario apopyris
- Devario assamensis
- Devario auropurpureus
- Devario browni
- Devario chrysotaeniatus
- Devario devario
- Devario fangfangae
- Devario fraseri
- Devario gibber
- Devario horai
- Devario interruptus
- Devario jayarami
- Devario kakhienensis
- Devario laoensis
- Devario leptos
- Devario maetaengensis
- Devario malabaricus
- Devario manipurensis
- Devario naganensis
- Devario neilgherriensis
- Devario ostreographus
- Devario pathirana
- Devario peninsulae
- Danio quangbinhensis
- Devario regina
- Devario salmonata
- Devario shanensis
- Devario sondhii
- Devario spinosus
- Devario strigillifer
- Devario suvatti
- Danio trangi
- Devario xyrops
- Devario yuensis